# Apomecyna brunnea
Apomecyna brunnea es una especie de escarabajo longicornio del género Apomecyna, subfamilia Lamiinae. Fue descrita científicamente por Hintzen en 1919.
Se distribuye por Camerún, Costa de Marfil, Gabón, Guinea, Guinea Ecuatorial y Sierra Leona. Posee una longitud corporal de 8-11 milímetros. El período de vuelo de esta especie ocurre en los meses de abril, junio, julio, octubre y noviembre.

## Sinonimia
- Apomecyna brunnea var. postnigra Lepesme & Breuning, 1952.[2]